# 31435 Benhauck
31435 Benhauck este o planetă minoră (asteroid), cu un diametru de 2,824 km, din centura de asteroizi. A fost descoperită pe 23 ianuarie 1999 la Caussols de OCA-DLR Asteroid Survey⁠(d). 
Obiectul prezintă o orbită caracterizată de o semiaxă mare de 2,2342763 UAi, o excentricitate de 0,1, o înclinație de 4,7525 ° în raport cu ecliptica.